# Leominster (Massachusetts)
Leominster è una città degli Stati Uniti d'America facente parte della contea di Worcester nello stato del Massachusetts.